# 奥伊伦贝格
奥伊伦贝格是德国莱茵兰-普法尔茨州的一个市镇。总面积1.16平方公里，总人口59人，其中男性29人，女性30人（2011年12月31日），人口密度51人/平方公里。